# Maor Melikson
Maor Melikson (hebreo: מאור מליקסון, Yavne, Israel, 30 de octubre de 1984) es un futbolista israelí-polaco, que se desempeña como centrocampista y que actualmente milita en el Hapoel Be'er Sheva de la Liga Premier de Israel, del cual es el segundo capitán.

## Selección nacional
Ha sido internacional con la selección de fútbol de Israel; donde hasta ahora, ha jugado 20 partidos internacionales y ha anotado 3 goles por dicho seleccionado.

### Goles internacionales
| N.º | Fecha                 | Sede                             | Rival           | Gol | Resultado | Competición                                          |
| --- | --------------------- | -------------------------------- | --------------- | --- | --------- | ---------------------------------------------------- |
| 1.  | 10 de agosto de 2011  | Stade de Genève, Ginebra         | Costa de Marfil | 2-3 | 3-4       | Amistoso                                             |
| 2.  | 10 de agosto de 2011  | Stade de Genève, Ginebra         | Costa de Marfil | 3-4 | 3-4       | Amistoso                                             |
| 3.  | 12 de octubre de 2012 | Estadio Josy Barthel, Luxemburgo | Luxemburgo      | 4–0 | 6-0       | Clasificación para la Copa Mundial de Fútbol de 2014 |

## Clubes
| Club               | País    | Año         |
| ------------------ | ------- | ----------- |
| Maccabi Yavne      | Israel  | 2001 - 2002 |
| Beitar Jerusalén   | Israel  | 2002 - 2006 |
| Maccabi Haifa      | Israel  | 2006 - 2008 |
| Hapoel Kfar Saba   | Israel  | 2008        |
| Hapoel Be'er Sheva | Israel  | 2008 - 2011 |
| Wisła Cracovia     | Polonia | 2011 - 2013 |
| Valenciennes FC    | Francia | 2013 - 2014 |
| Hapoel Be'er Sheva | Israel  | 2014 -      |

## Palmarés

### Campeonatos nacionales
| Título                        | Club               | País    | Año       |
| ----------------------------- | ------------------ | ------- | --------- |
| Copa Toto                     | Maccabi Haifa FC   | Israel  | 2007-2008 |
| Copa Toto de segunda división | Hapoel Be'er Sheva | Israel  | 2008-2009 |
| Ekstraklasa                   | Wisła Cracovia     | Polonia | 2010-2011 |
| Liga Premier de Israel        | Hapoel Be'er Sheva | Israel  | 2015-2016 |
| Supercopa de Israel           | Hapoel Be'er Sheva | Israel  | 2016-2017 |
| Copa Toto                     | Hapoel Be'er Sheva | Israel  | 2016-2017 |
| Liga Premier de Israel        | Hapoel Be'er Sheva | Israel  | 2016-2017 |
| Supercopa de Israel           | Hapoel Be'er Sheva | Israel  | 2017-2018 |
| Liga Premier de Israel        | Hapoel Be'er Sheva | Israel  | 2017-2018 |

### Distinciones individuales
| Distinción                                       | Año       |
| ------------------------------------------------ | --------- |
| Descubrimiento de la temporada de la Ekstraklasa | 2010-2011 |
| Mejor asistidor de la Liga Premier de Israel     | 2015-2016 |